# Asterion
Asterionul este un punct craniometric unde se unesc suturile lambdoidă (Sutura lambdoidea), parietomastoidiană (Sutura parietomastoidea) și occipitomastoidiană (Sutura occipitomastoidea), aici se află fontanela mastoidiană la nou-născut. 